# Atina Papafotiu

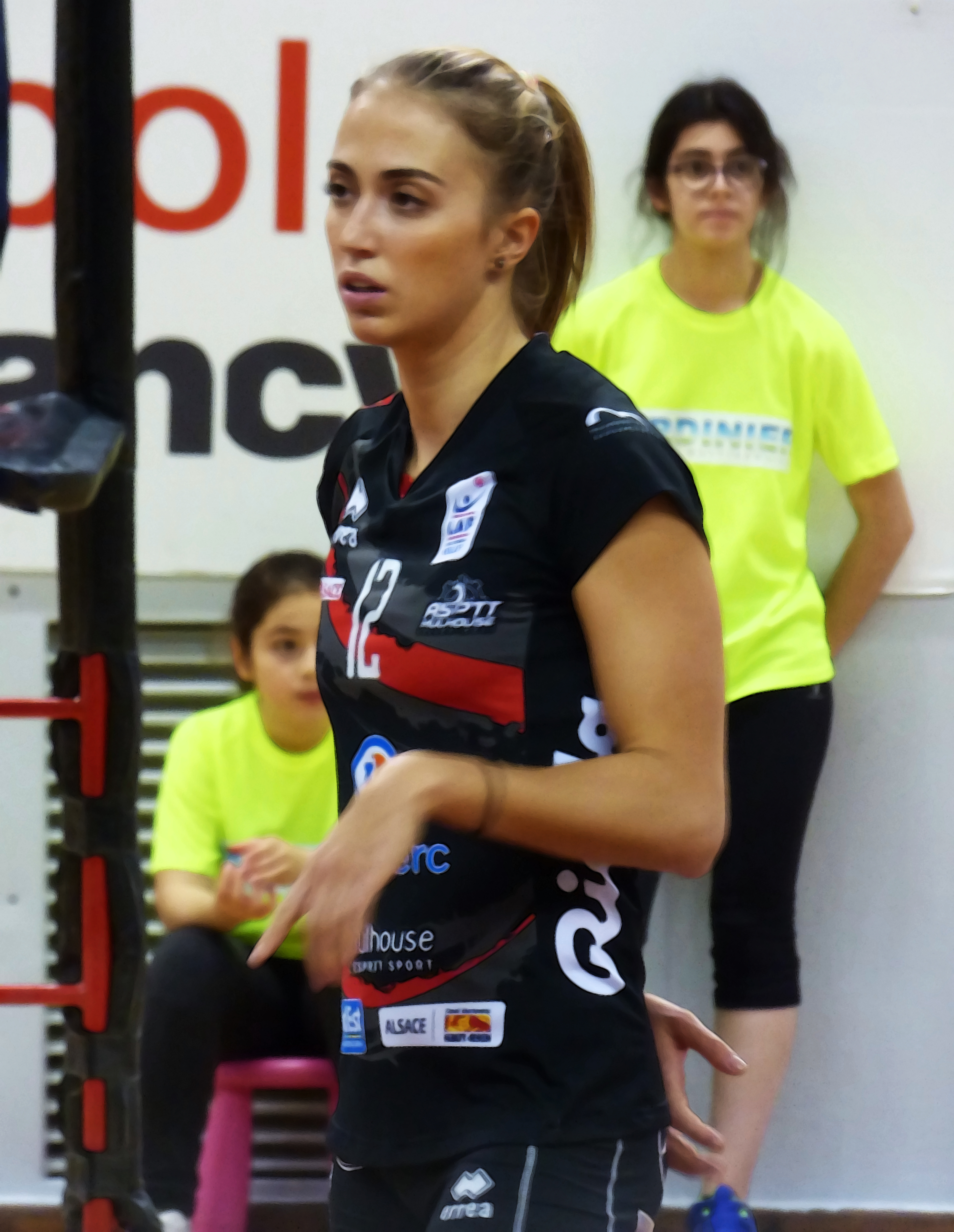
Atina Papafotiu zawodniczką ASPTT Mulhouse w sezonie 2018/2019

Atina Papafotiu (ur. 23 sierpnia 1989 w Amarusi) – grecka siatkarka, grająca na pozycji rozgrywającej.

## Przebieg kariery siatkarskiej
| Lata                      | Klub                    |
| ------------------------- | ----------------------- |
| 2009–2010                 | Panionios Ateny         |
| 2010–2011                 | Panathinaikos Ateny     |
| 2011–2014                 | AEK Ateny               |
| 2014–2015                 | Allianz MTV Stuttgart   |
| 2015–2017                 | ASPTT Mulhouse          |
| 2017–2018 (do 26.01.2018) | Imoco Volley Conegliano |
| 2018 (od 21.03.2018)      | ŁKS Commercecon Łódź    |
| 2018–2019                 | ASPTT Mulhouse          |
| 2019–2020                 | Lardini Filottrano      |
| 2020–2021                 | Allianz MTV Stuttgart   |
| 2021–                     | Panathinaikos Ateny     |

## Sukcesy klubowe
Liga grecka:
- 2011, 2012, 2022[4], 2023[5], 2024[6]
- 2013, 2014

Puchar Niemiec:
- 2015

Liga niemiecka:
- 2015, 2021

Liga francuska:
- 2017

Liga polska:
- 2018

Puchar Grecji:
- 2022[7]

## Sukcesy reprezentacyjne
Liga Europejska:
- 2016

## Nagrody indywidualne
- 2016: Najlepsza rozgrywająca francuskiej Ligue A w sezonie 2015/2016
- 2017: Najlepsza rozgrywająca francuskiej Ligue A w sezonie 2016/2017